# Bob-Weltmeisterschaft 1969
Die 26. Bob-Weltmeisterschaft fand 1969 in Lake Placid in den Vereinigten Staaten statt. Lake Placid war zum dritten Mal WM-Gastgeber. Der italienische Bob mit Nevio De Zordo und Adriano Frassinelli wurde Weltmeister in der Zweierkonkurrenz. Vierer-Weltmeister wurde der von Wolfgang Zimmerer gesteuerte Bob Deutschland II.

## Ergebnisse

### Zweierbob
| Platz | Land | Sportler                             | Zeit (min) |
| ----- | ---- | ------------------------------------ | ---------- |
| 1     | ITA  | Nevio De Zordo / Adriano Frassinelli |            |
| 2     | ROM  | Ion Panțuru / Dumitru Focșeneanu     |            |
| 3     | ITA  | Gianfranco Gaspari / Mario Armano    |            |

### Viererbob
22./23. Februar 1969
| Platz | Land   | Sportler                                                                    | Zeit (min) |
| ----- | ------ | --------------------------------------------------------------------------- | ---------- |
| 1     | FRG II | Wolfgang Zimmerer, Peter Utzschneider, Walter Steinbauer, Stefan Gaisreiter | 4:20,75    |
| 2     | ITA II | Gianfranco Gaspari, Sergio Pompanin, Roberto Zandonella, Mario Armano       | 4:21,20    |
| 3     | USA I  | Les Fenner, Robert Huscher, Howard Siler, Allen Hachigian                   | 4:21,44    |
| 0 …   |        |                                                                             |            |
| 7     | FRG I  | Horst Floth, …                                                              | …          |

## Medaillenspiegel
| Platz | Land               | Gold | Silber | Bronze | Gesamt |
| ----- | ------------------ | ---- | ------ | ------ | ------ |
| 1     | Italien            | 1    | 1      | 1      | 3      |
| 2     | BR Deutschland     | 1    | 0      | 0      | 1      |
| 3     | Rumänien           | 0    | 1      | 0      | 1      |
| 4     | Vereinigte Staaten | 0    | 0      | 1      | 1      |